# Pawłowiczki (gmina)
Pawłowiczki (daw. gmina Pawłowice) – gmina wiejska w województwie opolskim, w powiecie kędzierzyńsko-kozielskim. W latach 1975–1998 gmina leżała w granicach  województwa opolskiego. Powstała w 1975 r. z połączenia gmin Pawłowiczki i Gościęcin. Siedzibą gminy jest wieś Pawłowiczki.
Jest to gmina wiejska, według danych z roku 2002, zajmuje powierzchnię 153,58 km², w tym:
- użytki rolne: 89%
- użytki leśne: 5%

Gmina zajmuje 24,56% powierzchni powiatu kędzierzyńsko-kozielskiego.
W 2013 na terenie gminy zarejestrowano prywatne lądowisko Pawłowiczki.
Według danych z 30 czerwca 2004 gminę zamieszkiwało 8468 osób.
| Opis                              | Ogółem | Ogółem | Kobiety | Kobiety | Mężczyźni | Mężczyźni |
| --------------------------------- | ------ | ------ | ------- | ------- | --------- | --------- |
| jednostka                         | osób   | %      | osób    | %       | osób      | %         |
| populacja                         | 8468   | 100    | 4266    | 50,4    | 4202      | 49,6      |
| gęstość zaludnienia (mieszk./km²) | 55,1   | 55,1   | 27,8    | 27,8    | 27,4      | 27,4      |

## Demografia

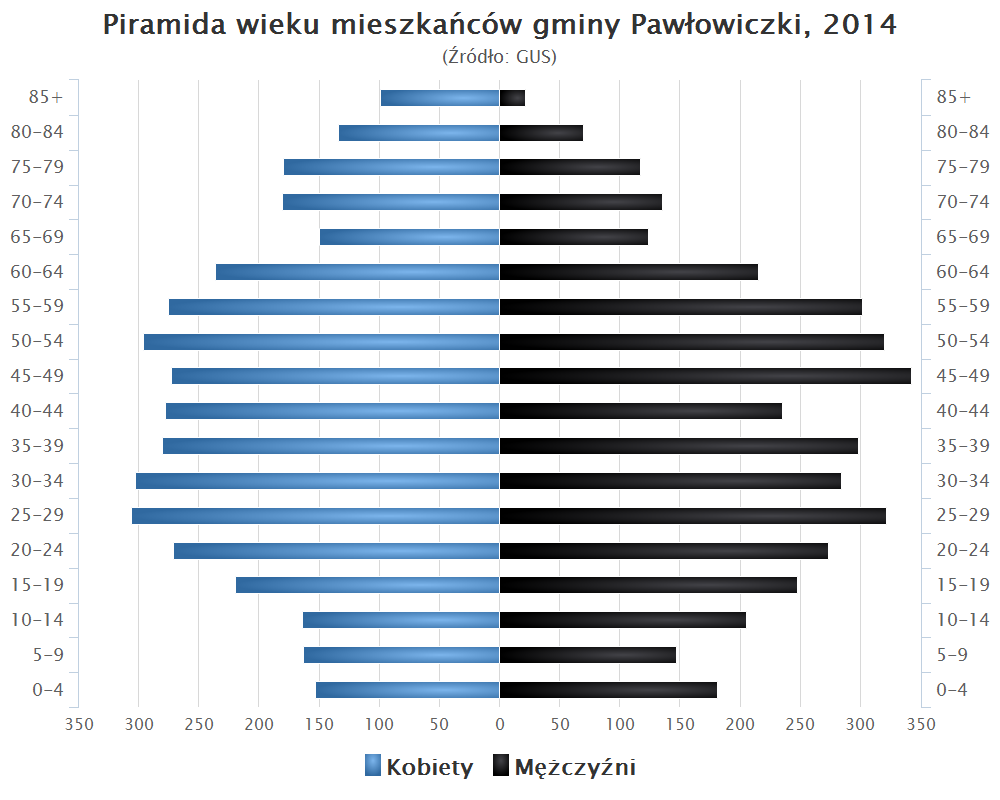
Piramida wieku mieszkańców gminy Pawłowiczki w 2014 roku

## Jednostki podległe
- Gminny Ośrodek Pomocy Społecznej, ul. Magnoliowa 3, 47-280 Pawłowiczki
- Gminny Zespół Ekonomiczno–Administracyjny Szkół, Plac Jedności Narodu 1, 47-280 Pawłowiczki
- Gminna Biblioteka Publiczna, ul. Korfantego 3, 47-280 Pawłowiczki
- Zespół Szkolno-Przedszkolny w Jakubowicach, ul. Jakubowice 2c, Jakubowice
- Zespół Szkolno-Przedszkolny w Ostrożnicy, ul. Kościelna 42, Ostrożnica
- Publiczna Szkoła Podstawowa w Maciowakrzu, ul. Kościuszki 20, Maciowakrze
- Publiczna Szkoła Podstawowa w Naczęsławicach, ul. Główna 19, Naczęsławice
- Zespół Gimnazjalno-Szkolno-Przedszkolny w Pawłowiczkach, ul. Korfantego 3, 47-280 Pawłowiczki
- Zespół Gimnazjalno-Szkolno-Przedszkolny w Gościęcinie, ul. Szkolna 22, Gościęcin

## Sołectwa gminy Pawłowiczki

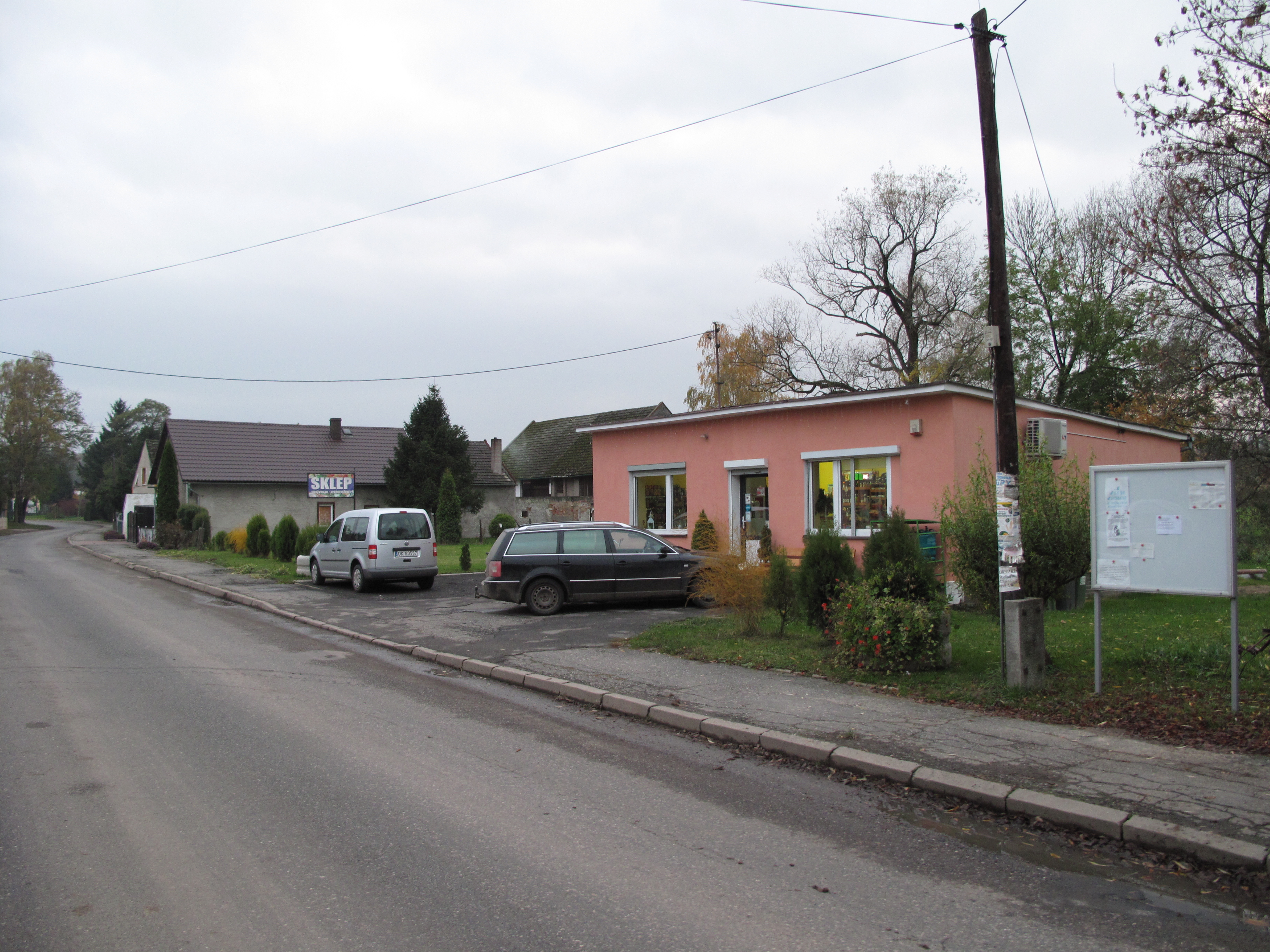
Grudynia Mała, sklep

| - Borzysławice - Chrósty - Dobieszów - Dobrosławice - Gościęcin - Grodzisko - Grudynia Mała - Grudynia Wielka - Jakubowice - Karchów - Kózki | - Ligota Wielka - Mierzęcin - Maciowakrze - Milice - Naczęsławice - Ostrożnica - Przedborowice - Radoszowy - Trawniki - Ucieszków - Urbanowice |

## Sąsiednie gminy
Baborów, Głogówek, Głubczyce, Polska Cerekiew, Reńska Wieś

## Miasta partnerskie
- Lindenfels  Niemcy
- Velké Heraltice  Czechy